# Goryōkaku

Goryōkaku vom Goryōkaku Tower aus fotografiert

Goryōkaku (jap. 五稜郭, dt. „Fünfeckbefestigung“) ist eine Festung in der Stadt Hakodate im südlichen Hokkaidō in Japan. Es war die Hauptfestung der kurzlebigen Republik Ezo.
Erbaut vom Tokugawa-Shogunat von 1857 bis 1866 war es die erste Festung westlicher Bauart in Japan. Die Festung lag im Zentrum des Hafens von Hakodate. Ihre Form eines fünfstrahligen Sternes erlaubte die Aufstellung von mehr Kanonen als die traditionellen japanischen Festungen und sie reduzierte die Anzahl toter Ecken, die nicht beschossen werden konnten. Beim Entwurf von Goryōkaku übernahm Takeda Ayasaburō Elemente des französischen Festungsarchitekten Vauban, der seine Entwürfe an die zunehmende Verbreitung der Artillerie in der Kriegsführung angepasst hatte.

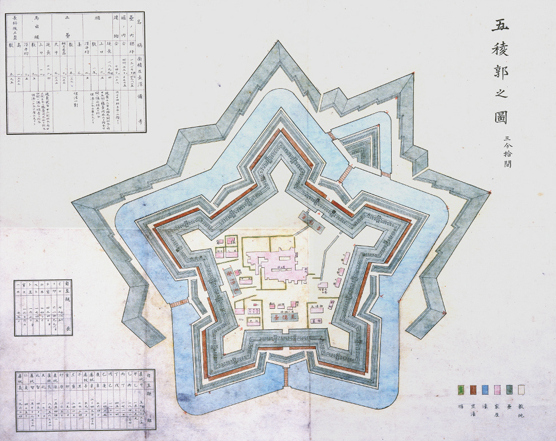
Karte der Festung Goryōkaku

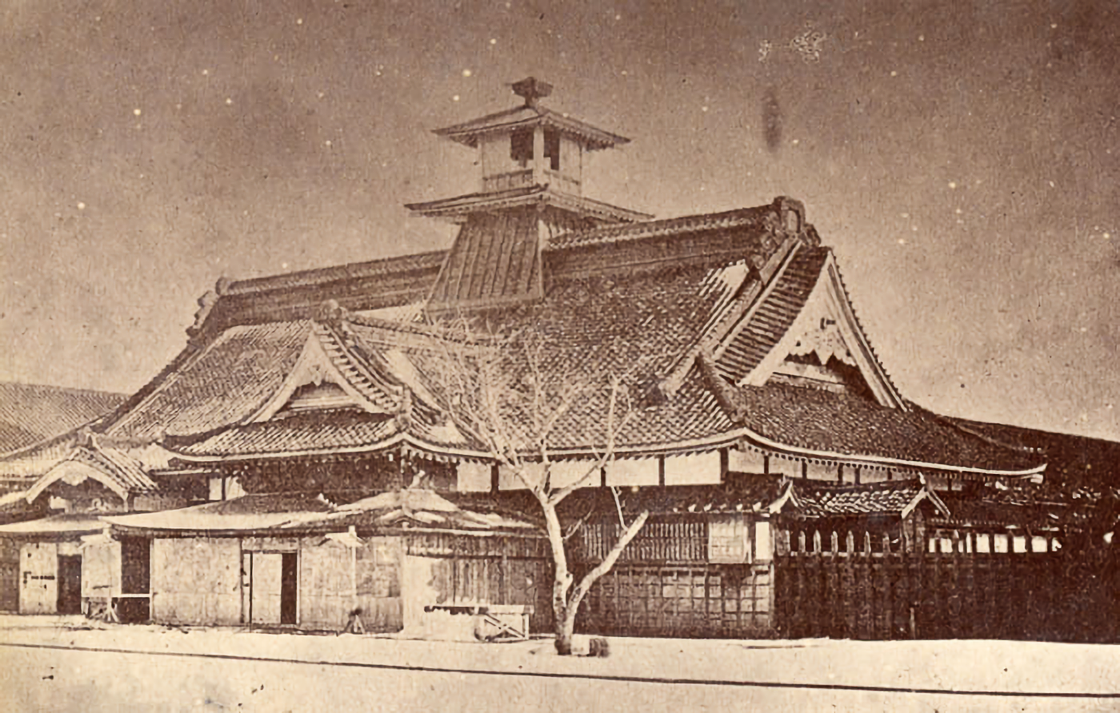
Das Regierungsgebäude der Ezo-Republik in Goryōkaku

Goryōkaku ist berühmt als Ort der letzten Schlacht des Boshin-Krieges. Am 16. Oktober 1868, zogen sich  Ōtori Keisuke und Hijikata Toshizō mit ihren Truppen in die Festung zurück. Sie verteidigten sie bis zum 18. Mai 1869, als es von der neuen japanischen Armee eingenommen wurde. Ein großer Teil der Festung wurde bei den Kämpfen zerstört.
Heute ist Goryōkaku ein Park. Er wurde zur bedeutenden historischen Stätte erklärt. Im Park befindet sich auch das Museum der Stadt Hakodate. Das Gelände ist ein beliebter Ort für Hanami.
Die andere Schlüsselfestung der Republik Ezo war Benten Daiba, erbaut auf dem Gelände eines ehemaligen Schreins der Glücksgöttin Benten. Viele der verbliebenen Shinsengumi fochten hier ihre letzte Schlacht und ergaben sich schließlich.
1952 wurde die Anlage zur besonderen historischen Stätte (tokubetsu shiseki) erklärt.